# Markala
Markala is een gemeente (commune) in de regio Ségou in Mali. De gemeente telt 46.000 inwoners (2009) en
ligt aan de Niger.
Het Franse koloniale bestuur richtte in 1932 het Office du Niger op en belastte die dienst met de bouw van een dam op de Niger. Vijftien jaar later was de dam van Markala (barrage hydraulique de Markala of barrage de Sansanding) klaar. Het bouwwerk is 816 meter lang en telt 488 doorlaatkleppen. Bij de inhuldiging in 1947 was het de grootste stuwdam van Mali. De Fransman René Vautier filmde Markala toen de dam pas klaar was. Zijn film Afrique 50, waarin Vautier het Franse kolonialisme aan de kaak stelt, bleef in Frankrijk tot in de jaren 90 verboden.

## Jumelage
- La Flèche, Frankrijk